# بوئینگ ام‌کیو-۲۵ استینگری
بوئینگ ام‌کیو-۲۵ استینگرِی (MQ-25 Stingray) یک پهپاد سوخت‌رسان هوایی است که حاصل پروژهٔ سوخت‌گیری هوایی مبتنی بر حامل (CBARS) است. این پهپاد، نخستین بار در ۱۹ سپتامبر ۲۰۱۹ پرواز کرد.

## توسعه

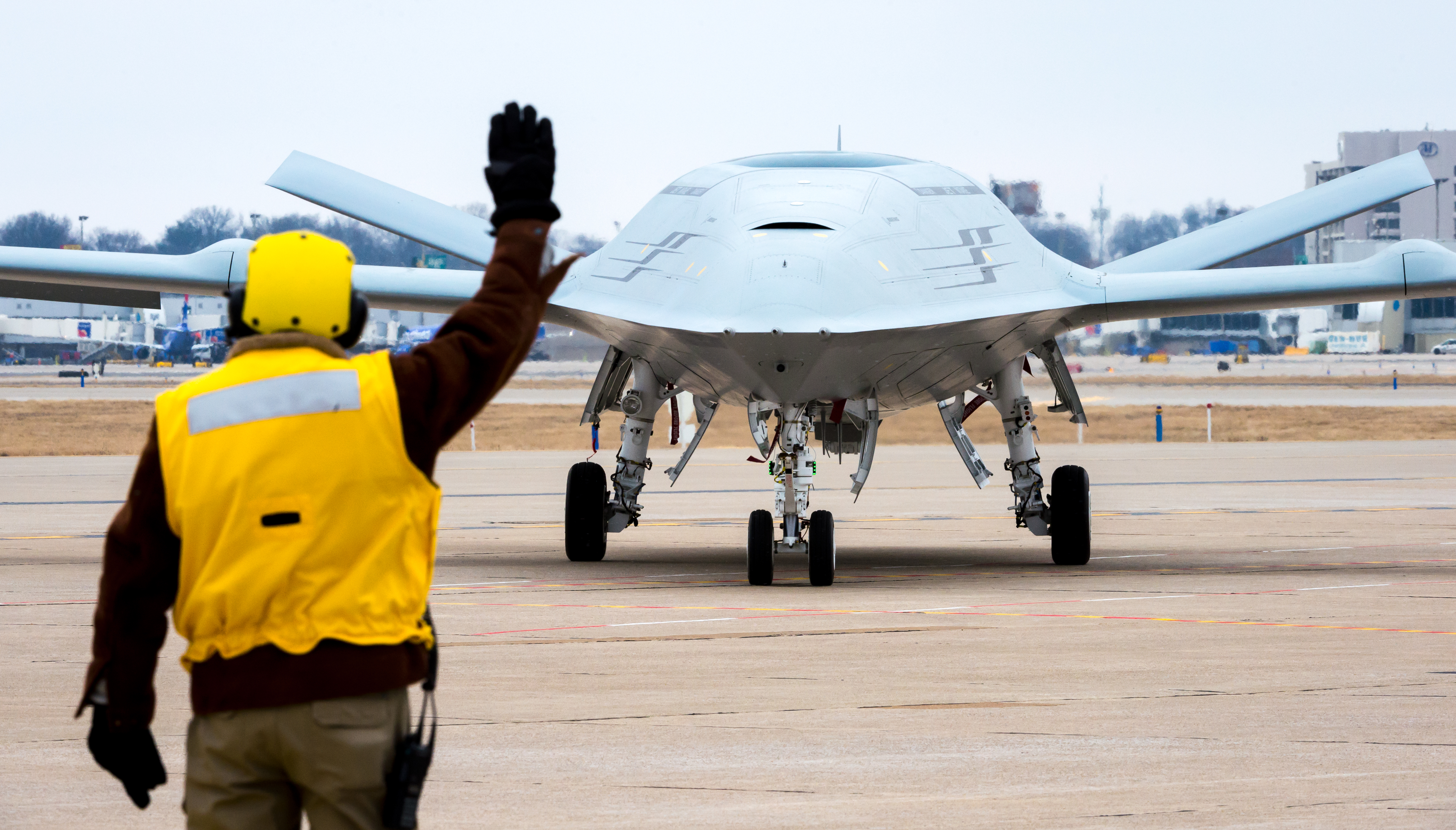
ام‌کیو۲۵ در ۲۰۱۸

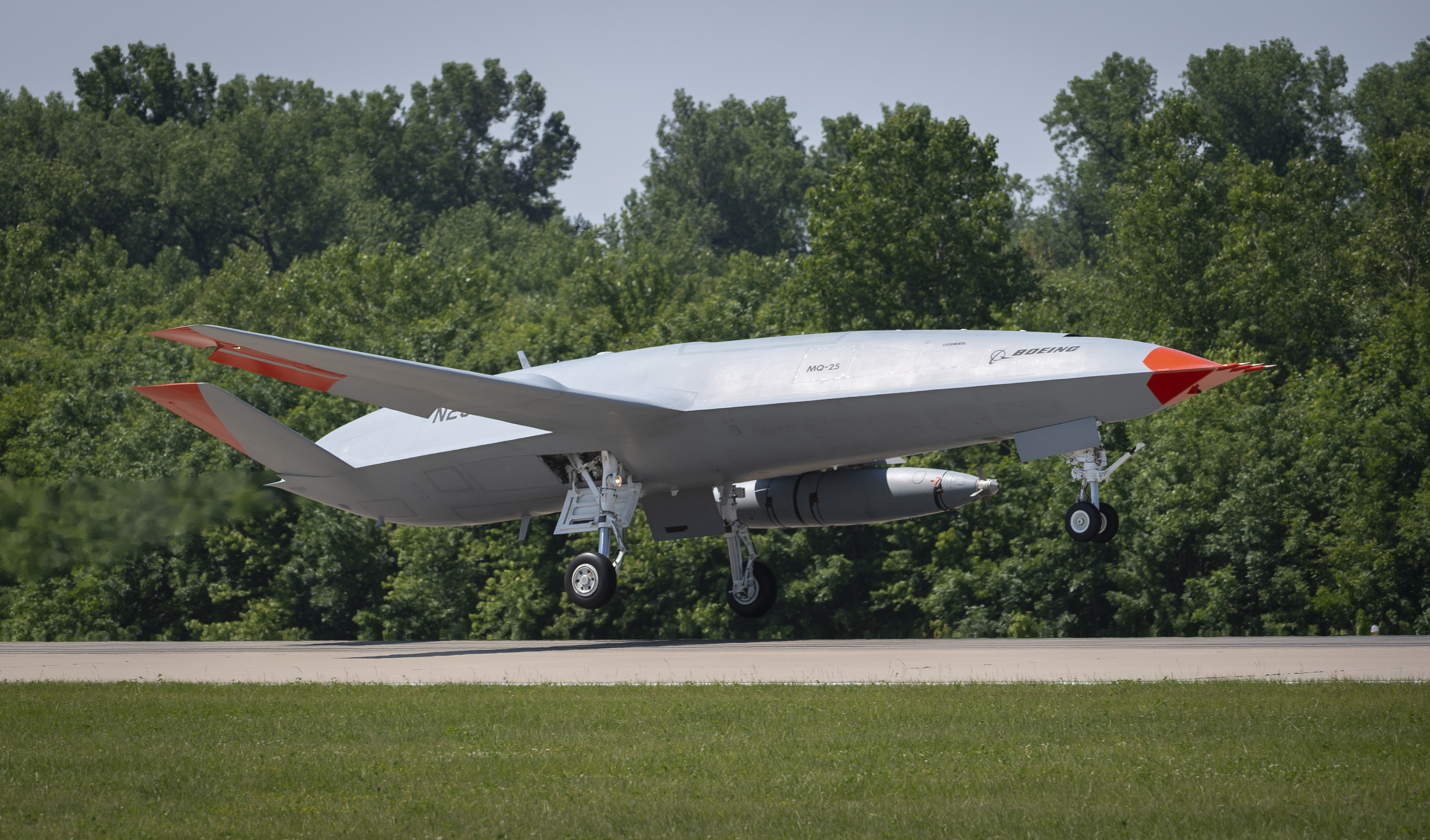
هواپیمای آزمایشی ام‌کیو-۵ تی۱ در سال ۲۰۲۱

در اواخر آوریل ۲۰۱۹، نخستین هواپیمای آزمایشی ام‌کیو-۲۵ تی۱ (T-1 یا "Tail 1") از طریق جاده، از کارخانه بوئینگ در فرودگاه بین‌المللی لامبرت-ست لوی در سنت لوئیس، میزوری از طریق رود می‌سی‌سی‌پی به فرودگاه میدامریکا سنت لوئیس، در مجاورت پایگاه نیروی هوایی اسکات منتق شد. پس از آزمایش تاکسی کردن، اداره هوانوردی فدرال، این هواپیما را تأیید کرد و فضای هوایی را برای آزمایش پرواز این هواپیما، اختصاص داد. این هواپیما نخستین پرواز خود را در ۱۹ سپتامبر ۲۰۱۹ انجام داد.
در دسامبر ۲۰۲۰، بوئینگ، ویدئویی از نخستین پرواز ام‌کیو-۲۵ را منتشر کرد.
در ۴ ژوئن ۲۰۲۱، نخستین آزمایش سوخت‌گیری هوایی از این پهپاد، توسط یک فروند بوئینگ اف/ای-۱۸ سوپر هورنت انجام شد. این آزمایش، در فرودگاه میدامریکا سنت لوئیس در ماسکوتا، ایلینوی، با پشتیبانی اسکادران آزمایش و ارزیابی هوایی VX-23 انجام شد. این مأموریت حدود ۴٫۵ ساعت به طول انجامید و دو هواپیما چندین اتصال خشک یا مرطوب را برای بیش از ۱۰ دقیقه انجام دادند و در مجموع ۳۲۵ پوند سوخت انتقال داده شد. آزمایش‌های سوخت‌گیری بیشتر این پهپاد توسط هواپیماهای ئی-۲ هاوکی و اف-۳۵ سی انجام شد. ارتش آزادی‌بخش خلق، ام‌کیو-۲۵ را به‌عنوان عاملی جهت افزایش مانایی ناوهای هواپیمابر ایالات متحده ارزیابی کرد.

## طراحی
ام‌کیو-۲۵ از یک موتور رولز-رویس ای‌ئی ۳۰۰۷ با توان ۱۰٬۰۰۰ پوند-نیرو (۴۴ کیلونیوتن) نیرو می‌گیرد. این موتور، گونه‌ای از موتور مورد استفاده در ام‌کیو-۴سی تریتون نیروی دریایی است. این هواپیما نسبت به پهپادهای بال‌دیس، دارای رادارگریزی کمتری است. دُم این پرنده نیز، به‌صورت Vشکل طراحی شده‌است.

## ویژگی‌ها (اِم‌کیو-۲۵آ)
داده‌ها از NAVAIR and USN MQ-25A Basing Draft Environmental Assessment
ویژگی‌های عمومی
- طول: ۵۱٫۰ فوت (۱۵٫۵ متر)
- پهنای بال: ۷۵٫۰ فوت (۲۲٫۹ متر) با بال‌های باز، ۳۱٫۳ فوت (۹٫۵۴ متر) با بال‌های جمع‌شده
- ارتفاع: ۹٫۸ فوت (۳٫۰ متر) با بال‌های باز، ۱۵٫۷ فوت (۴٫۷۹ متر) با بال‌های جمع‌شده
- پیشرانه: ۱ عدد توربوفن، رولز-رویس ای‌ئی ۳۰۰۷اِن[۱۰] >۱۰٬۰۰۰ lbf (>۴۴ kN) thrust

عملکرد
- بُرد: ۵۰۰ مایل دریایی (۵۸۰ مایل، ۹۳۰ کیلومتر) در حال حمل ≥۱۶٬۰۰۰ پوند (۷٬۲۵۰ کیلوگرم) سوخت[۱۱]

تسلیحات

- آویزگاه‌های حمل سلاح: ۲ جایگاه تسلیحات در زیر بال‌ها
- سایر موارد:
  - تجهیزات سوخت‌رسانی هوایی کابهام (ARS)[۱۲]